# 2013년 퍼시픽 리그 클라이맥스 시리즈
2013년 퍼시픽 리그 클라이맥스 시리즈(일본어: 2013年のパシフィック・リーグクライマックスシリーズ, 영어: 2013 Pacific League Climax Series)는 2013년 10월에 개최된 일본 프로 야구 퍼시픽 리그의 클라이맥스 시리즈 경기이며, 이 경기에서의 경기 결과와 성적에 대해 설명한다.

## 개요
클라이맥스 시리즈는 일본 시리즈의 출전권을 내건 플레이오프 토너먼트이다. 퍼시픽 리그의 2013년도 특별 협찬사인 모브캐스트가 주관 스폰서로서 ‘2013 Mobcast 클라이맥스 시리즈·퍼시픽’이라는 이름으로 개최되었다.

### 퍼스트 스테이지
2013년도 정규 시즌 2위 팀인 사이타마 세이부 라이온스와 3위 팀 지바 롯데 마린스가 3전 2선승제로 치렀고, 승리팀인 지바 롯데는 파이널 스테이지에 진출했다.
- 일시 : 10월 12일부터 10월 14일(예비일 : 10월 15일·16일) ※16일까지 모든 경기를 소화할 수 없는 경우에는 중단됨
- 구장 : 세이부 돔

### 파이널 스테이지
2013년도 정규 시즌 1위 팀인 도호쿠 라쿠텐 골든이글스(어드밴티지 1승이 미리 주어진다)와 퍼스트 스테이지 승리팀인 지바 롯데 마린스가 6전 4선승제로 치렀고, 승리팀인 라쿠텐은 코나미 일본 시리즈 2013의 출전권을 얻었다.
- 일시 : 10월 17일부터 10월 22일(예비일 : 10월 23일) ※23일까지 모든 경기를 소화할 수 없는 경우에는 중단됨
- 경기 개시 시간 : 1·2·4차전은[1] 18시 05분, 3차전은 14시 05분.
- 당초 예정인 5차전(21일)·6차전(22일)도 18시 05분에 개시될 예정이었다.
- 10월 23일에 예비일이 발생할 가능성이 있을 경우에는 1경기만 취소될 경우 18시 05분, 2경기 취소될 경우 더블헤더로 소화할 가능성이 있기 때문에 5차전은 13시 05분 개시, 6차전에 개최하는 경우엔 5차전 종료 후 야간 경기로의 개최가 결정되었다.
- 구장 : 일본제지 클리넥스 스타디움 미야기

또한 파이널(제2) 스테이지의 모든 경기가 야외 구장에서 개최되는 것은 2004년 이후 퍼시픽 리그 플레이오프와 클라이맥스 시리즈를 통해 센트럴·퍼시픽 리그에서는 처음이다.

## 클라이맥스 시리즈 참가 팀 및 감독
| 팀 순위       | 소속                     | 감독              | 정규시즌 성적 |
| ------------- | ------------------------ | ----------------- | ------------- |
| 정규 리그 1위 | 도호쿠 라쿠텐 골든이글스 | 호시노 센이치     | 82승 3무 59패 |
| 정규 리그 2위 | 사이타마 세이부 라이온스 | 와타나베 히사노부 | 74승 4무 66패 |
| 정규 리그 3위 | 지바 롯데 마린스         | 이토 쓰토무       | 74승 2무 68패 |

### 대진표
|  | 퍼스트 스테이지(준결승) | 퍼스트 스테이지(준결승) |                            |       | 파이널 스테이지(결승) | 파이널 스테이지(결승) |
|  |                         |                         |                            |       |                       |                       |
|  |                         |                         |                            |       |                       |                       |
|  |                         |                         |                            |       |                       |                       |
|  |                         |                         |                            |       |                       |                       |
|  |                         |                         | (6전 4선승제) K스타 미야기 |       |                       |                       |
|  |                         |                         |                            |       |                       |                       |
|  | 라쿠텐                  | ☆○●○○                   |                            |       |                       |                       |
|  | 라쿠텐                  | ☆○●○○                   | (3전 2선승제) 세이부 돔    |       |                       |                       |
|  |                         |                         | 지바 롯데                  | ★●○●● |                       |                       |
|  | 세이부                  | ●○●                     | 지바 롯데                  | ★●○●● |                       |                       |
|  | 세이부                  | ●○●                     |                            |       |                       |                       |
|  | 지바 롯데               | ○●○                     |                            |       |                       |                       |
|  | 지바 롯데               | ○●○                     |                            |       |                       |                       |
|  |                         |                         |                            |       |                       |                       |
|  |                         |                         |                            |       |                       |                       |
|  |                         |                         |                            |       |                       |                       |
|  |                         |                         |                            |       |                       |                       |

- ☆·★ = 파이널 스테이지 어드밴티지 부여에 따라 우선 승패를 나눠 가져감.

## 경기 일정

### 퍼스트 스테이지
- 1차전 : 10월 12일
- 2차전 : 10월 13일
- 3차전 : 10월 14일

### 파이널 스테이지
- 1차전 : 10월 17일
- 2차전 : 10월 18일
- 3차전 : 10월 19일
- 4차전 : 10월 20일[1]

## 경기 결과

### 퍼스트 스테이지

#### 경기 기록
| 일시                     | 경기  | 원정팀(선공)     | 스코어 | 홈팀(후공)               | 개최 구장 |
| ------------------------ | ----- | ---------------- | ------ | ------------------------ | --------- |
| 10월 12일(토)            | 1차전 | 지바 롯데 마린스 | 11－1  | 사이타마 세이부 라이온스 | 세이부 돔 |
| 10월 13일(일)            | 2차전 | 지바 롯데 마린스 | 0－15  | 사이타마 세이부 라이온스 | 세이부 돔 |
| 10월 14일(월)            | 3차전 | 지바 롯데 마린스 | 4－1   | 사이타마 세이부 라이온스 | 세이부 돔 |
| 승리팀: 지바 롯데 마린스 |       |                  |        |                          |           |

#### 1차전
- 10월 12일 - 세이부 돔

| 팀 | 1 | 2 | 3 | 4 | 5 | 6 | 7 | 8 | 9 | R  | H  | E |
| 지바 롯데 | 1 | 0 | 2 | 1 | 1 | 1 | 0 | 5 | 0 | 11 | 16 | 0 |
| 세이부 | 0 | 0 | 0 | 0 | 1 | 0 | 0 | 0 | 0 | 1  | 7  | 0 |
| 승리 투수: 니시노 유지(1-0) 패전 투수: 기시 다카유키(0-1) 홈런: 지바 롯데 – 이구치 다다히토(1회 1점), 사부로(4회 1점), 가토 쇼헤이(8회 3점) 세이부 – 나카무라 다케야(5회 1점) |   |   |   |   |   |   |   |   |   |    |    |   |

#### 2차전
- 10월 13일 - 세이부 돔

| 팀 | 1 | 2 | 3 | 4 | 5 | 6 | 7 | 8 | 9 | R  | H  | E |
| 지바 롯데 | 0 | 0 | 0 | 0 | 0 | 0 | 0 | 0 | 0 | 0  | 6  | 0 |
| 세이부 | 2 | 2 | 1 | 3 | 5 | 0 | 0 | 2 | X | 15 | 20 | 0 |
| 승리 투수: 오카모토 요스케(1-0) 패전 투수: 마쓰나가 다카히로(0-1) 홈런: 세이부 – 가타오카 야스유키(2회 2점), 구리야마 다쿠미(4회 3점) |   |   |   |   |   |   |   |   |   |    |    |   |

#### 3차전
- 10월 14일 - 세이부 돔

| 팀 | 1 | 2 | 3 | 4 | 5 | 6 | 7 | 8 | 9 | R | H | E |
| 지바 롯데 | 0 | 0 | 0 | 0 | 1 | 1 | 0 | 2 | 0 | 4 | 7 | 0 |
| 세이부 | 0 | 0 | 0 | 0 | 0 | 1 | 0 | 0 | 0 | 1 | 8 | 1 |
| 승리 투수: 가라카와 유키(1-0) 패전 투수: 마키타 가즈히사(0-1) 세이브: 마스다 나오야(1S) 홈런: 지바 롯데 – 스즈키 다이치(5회 1점), 이구치 다다히토(6회 1점) |   |   |   |   |   |   |   |   |   |   |   |   |

### 파이널 스테이지

#### 경기 기록
| 일시                             | 경기       | 원정팀(선공)     | 스코어    | 홈팀(후공)               | 개최 구장    |
| -------------------------------- | ---------- | ---------------- | --------- | ------------------------ | ------------ |
| 어드밴티지                       | 어드밴티지 | 지바 롯데 마린스 |           | 도호쿠 라쿠텐 골든이글스 |              |
| 10월 16일(수)                    | 1차전      | 지바 롯데 마린스 | 0 - 2     | 도호쿠 라쿠텐 골든이글스 | K스타 미야기 |
| 10월 17일(목)                    | 2차전      | 지바 롯데 마린스 | 4 - 2     | 도호쿠 라쿠텐 골든이글스 | K스타 미야기 |
| 10월 18일(금)                    | 3차전      | 지바 롯데 마린스 | 0 - 2     | 도호쿠 라쿠텐 골든이글스 | K스타 미야기 |
| 10월 19일(토)                    | 4차전      | 우천 취소        | 우천 취소 | 우천 취소                | K스타 미야기 |
| 10월 20일(일)                    | 4차전      | 지바 롯데 마린스 | 5 - 8     | 도호쿠 라쿠텐 골든이글스 | K스타 미야기 |
| 승리팀: 도호쿠 라쿠텐 골든이글스 |            |                  |           |                          |              |

#### 1차전
- 10월 17일 - 일본제지 클리넥스 스타디움 미야기

| 팀                                                                                           | 1 | 2 | 3 | 4 | 5 | 6 | 7 | 8 | 9 | R | H | E |
| 지바 롯데                                                                                    | 0 | 0 | 0 | 0 | 0 | 0 | 0 | 0 | 0 | 0 | 7 | 1 |
| 라쿠텐                                                                                       | 0 | 0 | 0 | 1 | 0 | 0 | 0 | 1 | X | 2 | 8 | 1 |
| 승리 투수: 다나카 마사히로(1-0) 패전 투수: 나루세 요시히사(0-1) 홈런: 라쿠텐 – 긴지(4회 1점) |   |   |   |   |   |   |   |   |   |   |   |   |

#### 2차전
- 10월 18일 - 일본제지 클리넥스 스타디움 미야기(연장 10회)

| 팀 | 1 | 2 | 3 | 4 | 5 | 6 | 7 | 8 | 9 | 10 | R | H | E |
| 지바 롯데 | 0 | 0 | 0 | 0 | 0 | 0 | 1 | 0 | 0 | 3  | 4 | 8 | 1 |
| 라쿠텐 | 0 | 0 | 0 | 0 | 0 | 0 | 0 | 0 | 1 | 1  | 2 | 7 | 0 |
| 승리 투수: 우치 다쓰야(1-0) 패전 투수: 가네토 노리히토(0-1) 홈런: 지바 롯데 – 크레이그 브라젤(10회 1점) 라쿠텐 – 앤드루 존스(9회 1점), 히지리사와 료(10회 1점) |   |   |   |   |   |   |   |   |   |    |   |   |   |

#### 3차전
- 10월 19일 - 일본제지 클리넥스 스타디움 미야기

| 팀                                                        | 1 | 2 | 3 | 4 | 5 | 6 | 7 | 8 | 9 | R | H | E |
| 지바 롯데                                                 | 0 | 0 | 0 | 0 | 0 | 0 | 0 | 0 | 0 | 0 | 4 | 1 |
| 라쿠텐                                                    | 0 | 2 | 0 | 0 | 0 | 0 | 0 | 0 | X | 2 | 6 | 0 |
| 승리 투수: 미마 마나부(1-0) 패전 투수: 후루야 다쿠야(0-1) |   |   |   |   |   |   |   |   |   |   |   |   |

#### 4차전(우천 취소)
- 10월 20일 - 일본제지 클리넥스 스타디움 미야기

우천으로 인해 취소되었으며 4차전 이후에는 하루씩 순차 연기되었다. 2004년 이후 이후 퍼시픽 리그 플레이오프와 클라이맥스 시리즈를 통해 센트럴·퍼시픽 리그에서는 처음이다.
당초 예정은 13시 05분에 경기가 개시될 예정이었는데 선발투수 예고는 라쿠텐은 가라시마 와타루, 지바 롯데는 마쓰나가 다카히로였다.

#### 4차전
- 10월 21일 - 일본제지 클리넥스 스타디움 미야기

| 팀 | 1 | 2 | 3 | 4 | 5 | 6 | 7 | 8 | 9 | R | H  | E |
| 지바 롯데 | 0 | 0 | 0 | 4 | 0 | 0 | 1 | 0 | 0 | 5 | 10 | 1 |
| 라쿠텐 | 1 | 2 | 0 | 2 | 0 | 0 | 1 | 2 | X | 8 | 10 | 0 |
| 승리 투수: 사이토 다카시(1-0) 패전 투수: 카를로스 로사(0-1) 세이브: 다나카 마사히로(1S) 홈런: 지바 롯데 – G.G. 사토(4회 3점) 라쿠텐 – 앤드루 존스(4회 2점), 케이시 맥게히(7회 1점) |   |   |   |   |   |   |   |   |   |   |    |   |

## 수상 선수
- MVP : 다나카 마사히로(라쿠텐)

1차전에 선발로 나서 완봉 승리를 달성했으며 4차전에서도 3점을 앞서고 있는 9회에 등판, 1이닝을 무실점으로 잡고 세이브 추가해 팀의 일본 시리즈 진출에 기여했다.

## 같이 보기
- 2013년 센트럴 리그 클라이맥스 시리즈
- 2013년 일본 시리즈